# Мирный (Нелидовский район)
Мирный — поселок в Нелидовском городском округе Тверской области.

## География
Находится в юго-западной части Тверской области на расстоянии приблизительно 22 км на запад-юго-запад по прямой от города Нелидово у железнодорожной ветки Земцы-Жарковский.

## История
До Великой Отечественной войны не отмечался. Отмечен на карте 1980 года. Поселок возник при станции 10 км (ныне остановочный пункт Мирный). До 2018 года поселок входил в состав ныне упразднённого Земцовского сельского поселения.

## Население
Численность населения: 21 человек (русские 100 %) в 2002 году, 18 в 2010.